# 埃斯皮拉德孔夫朗
埃斯皮拉德孔夫朗（法語：Espira-de-Conflent，法語發音：[ɛspiʁa də kɔ̃flɑ̃] ⓘ，意为“孔夫朗的埃斯皮拉”）是法国东比利牛斯省的一个市镇，属于普拉德区。

## 地理
埃斯皮拉德孔夫朗（42°37'1"N, 2°29'53"E）面积6.03 平方千米，位于法国奧克西塔尼大區东比利牛斯省，该省份为法国大陆部分最南部的省份，涵盖了北加泰罗尼亚，北起奥德省，西接阿列日省和安道尔，南与西班牙接壤，东临地中海。
与埃斯皮拉德孔夫朗接壤的市镇（或旧市镇、城区）包括：万萨、菲内斯特雷特、埃斯托埃、马基沙讷。
埃斯皮拉德孔夫朗的时区为UTC+01:00、UTC+02:00（夏令时）。

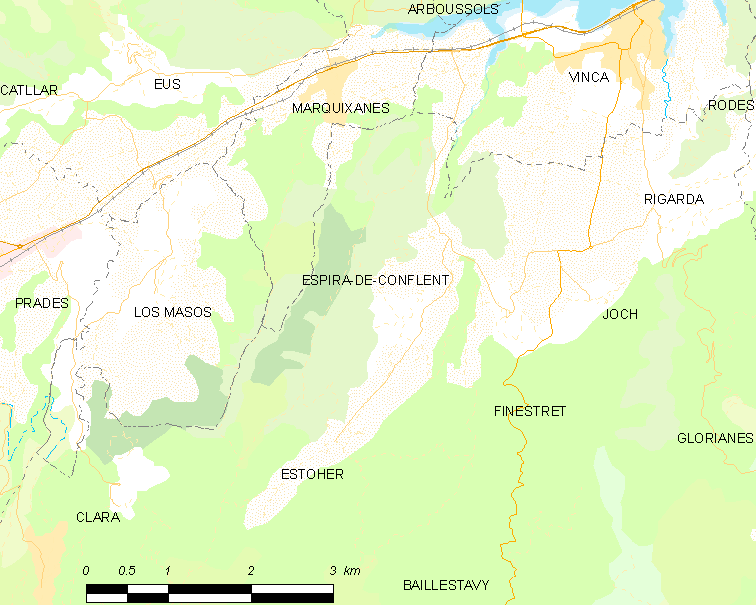
埃斯皮拉德孔夫朗的OSM定位图

## 行政
埃斯皮拉德孔夫朗的邮政编码为66320，INSEE市镇编码为66070。

## 政治
埃斯皮拉德孔夫朗所属的省级选区为勒卡尼古县。

## 人口

1962-2008年间埃斯皮拉德孔夫朗人口变化图示

埃斯皮拉德孔夫朗于2022年1月1日时的人口数量为220人。